# Книжная ярмарка в Фуншале

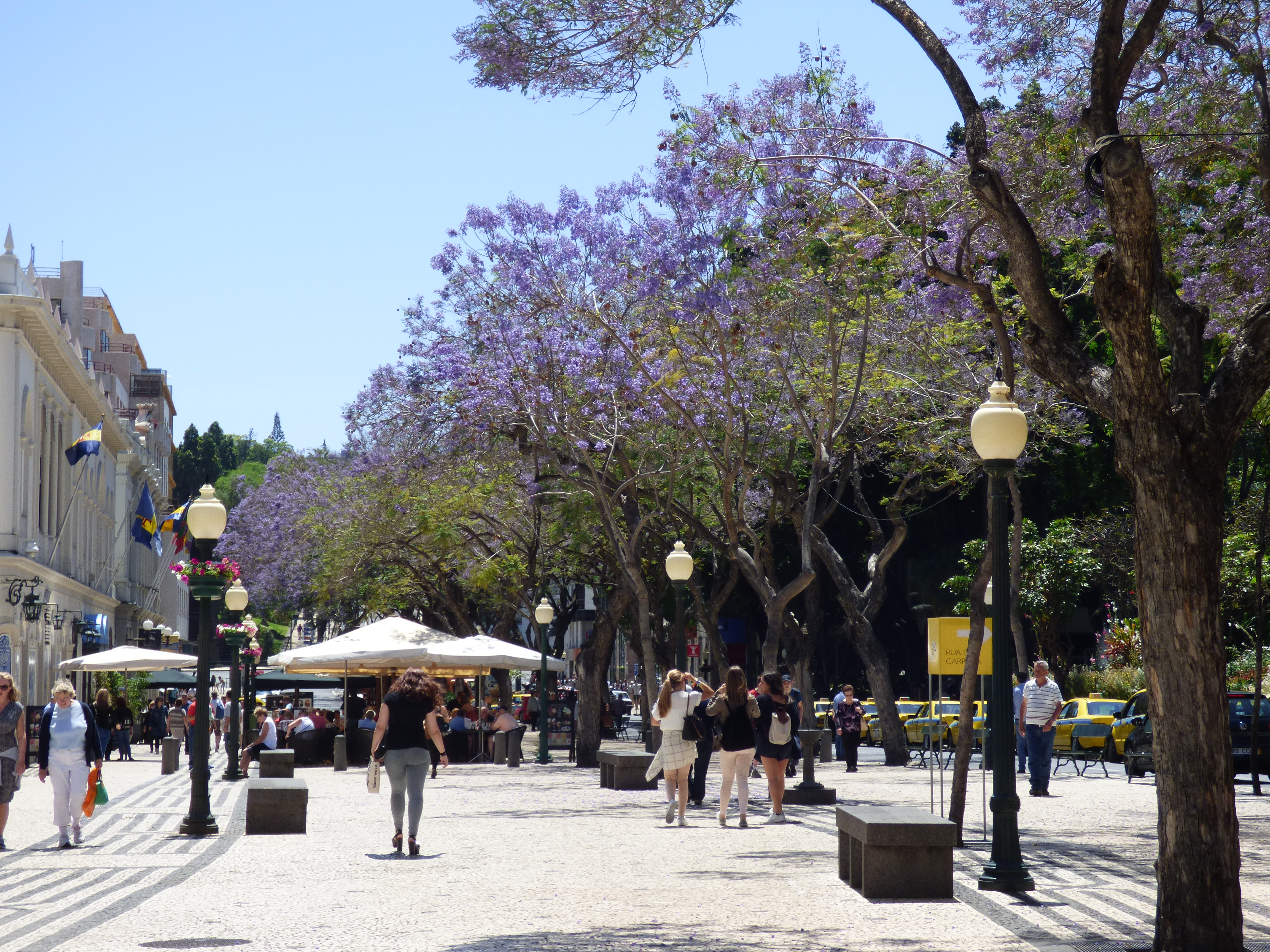
Авениду Арриагу, где в настоящее время день проводится ярмарка

Книжная ярмарка в Фуншале (порт. Feira do Livro do Funchal) — это мероприятие, которое проводится каждый год с 1974 года в городе Фуншал, остров Мадейра, Португалия. За её организацию отвечает городской совет Фуншала.
Во время ярмарки, которая длится около недели, проводятся различные мероприятия: анимации, конференции, презентации книг, концерты и выставки.

## История
Первоначально ярмарка проходила в Муниципальном саду Фуншала, но затем место было перенесено в Авениду Арриагу. Ряд экспонентов установлен на стендах для книготорговцев, букмекеров и издательств.
В течение долгого времени на ярмарке присутствовали несколько писателей и деятелей португальской литературы, такие как: Антониу Ребордао Наварро, Антониу Таварес, Антониу Торрадо, Карлито Азеведо, Карлос Вале Феррас, Фернандо Дакоста, Хелена Маркес, Изабель Фигейредо, Жоао де Мело, Жозе Родригеш душ Сантуш, Хосе Толентино Мендонса, Луати Бейран, Марио Замбухал, Патрисия Рейс, Рита Ферро, Родриго Гуэдес де Карвалью, Руи Зинк, Теолинда Жерсан, Тьяго Ребело, Валтер Уго и др.